# Île Meslet
L'île Meslet est une île sur la Loire, en France.
L'île est située près de la rive gauche du fleuve, sur le territoire des communes de Ingrandes-Le Fresne sur Loire et Mauges-sur-Loire. Elle mesure 2,6 km de long et 410 m de large, pour une superficie de 68 ha.
L'île n'est pas reliée à la rive du fleuve par un pont.